# 4116-os mellékút (Magyarország)
A 4116-os számú mellékút egy bő 14 kilométeres hosszúságú, négy számjegyű mellékút Szabolcs-Szatmár-Bereg vármegye középső-keleti részén: Vajától húzódik Ópályiig.

## Nyomvonala
Vaja központjának déli részén ágazik ki a 49-es főútból, annak a harmadik kilométere közelében, északkeleti irányban, Nagy Sándor utca néven. Alig 400 méter után kilép a belterületről, első kilométere közelében átszel egy kisebb vízfolyást, 4,5 kilométer megtétele után pedig átlép Nyírparasznya határai közé. 6,2 kilométer után felüljárón áthalad az M3-as autópálya felett (amely itt majdnem pontosan a 273+500-as kilométerszelvényénél jár), a hetedik kilométere táján pedig eléri a község első házait, melyek között a Rákóczi Ferenc utca nevet veszi fel.
A község központjában találkozik a Gyulaházától Jármiig húzódó 4106-os úttal, amely északról csatlakozik hozzá, ott egészen rövid – száz méternyi hosszat sem elérő – közös szakaszuk van, majd a 4106-os délnek, a 4116-os pedig keletnek folytatódik, utóbbi változatlan néven. Csak a belterület keleti felében változik a neve, 8,6 kilométer után, ahol kicsit délebbi irányt vesz és Szabadság utca néven folytatódik a lakott terület széléig, amit 9,5 kilométer után ér el.
10,8 kilométer után éri el az útjába eső utolsó település, Ópályi északnyugati határát, a lakott terület szélét pedig 12,8 kilométer megtételét követően éri el. Széchenyi István utca néven húzódik itt, így keresztezi, 13,7 kilométer után a Mátészalka–Záhony-vasútvonal vágányait is, majd rögtön utána kiágazik belőle észak felé a 41 324-es számú mellékút a vasút Ópályi megállóhelyének kiszolgálására. Nem sokkal ezután véget is ér, a község központjának keleti részén, beletorkollva a 4117-es útba, annak a 14+750-es kilométerszelvénye közelében.
Teljes hossza, az országos közutak térképes nyilvántartását szolgáló kira.kozut.hu adatbázisa szerint 14,202 kilométer.

## Települések az út mentén
- Vaja
- Nyírparasznya
- Ópályi